# Boom-Boom (låt av Emmy)
"Boom-Boom" är en låt framförd av den armeniska sångerskan Emmy (Emma Bedzjanjan). Låten representerade Armenien vid Eurovision Song Contest 2011 i Düsseldorf, Tyskland, och slogs ut i den första semifinalen.. Låten är komponerad av Hajk Harutiunjan och Hajk Hovhannisian, samt skriven av Sosi Chanikjan.

### Fotnoter
1. ↑  Brey, Marco (5 mars 2011). ”Emmy to sing "Boom Boom" in Düsseldorf!”. EBU. http://www.eurovision.tv/page/news?id=26523&_t=emmy_to_sing_boom_boom_in_duesseldorf. (engelska)